# هربرت غروبر
هربرت غروبر (بالألمانية: Herbert Gruber)‏ هو متزلج جماعي نمساوي، ولد في 9 نوفمبر 1942 في كولونيا في ألمانيا.

## وصلات خارجية
- هربرت غروبر على موقع اللجنة الأولمبية الدولية (الإنجليزية)
- هربرت غروبر على موقع أوليمبيديا (الإنجليزية)